# ケネス・ハーラン
ケネス・ハーラン（Kenneth Harlan, 1895年7月26日 - 1967年3月6日）は、アメリカ合衆国の俳優である。ケン・ハーラン（Ken Harlan）ともクレジットされた。

## 人物・来歴
1895年（明治28年）7月26日、マサチューセッツ州ボストンに生まれる。伯父に俳優のオーティス・ハーランがいる。満7歳となる1902年（明治35年）、初舞台を踏む。
1917年（大正6年）、D・W・グリフィスのファイン・アーツ・フィルム製作、ポール・パウエル監督、コンスタンス・タルマッジ主演の Betsy's Burglar に出演して、映画界にデビューする。同年、ユニヴァーサル・フィルム・マニュファクチュアリング・カンパニー（現在のユニバーサル・ピクチャーズ）に移籍、同社傘下に前年設立されたブルーバード映画で、ハリー・ソルター監督の『力』に主演、翌1918年（大正7年）からはカーメル・マイヤーズの相手役として、ジョージ・シーグマン監督の『知らぬ妻』、ハリー・ソルター監督の『磯打つ波』、スチュアート・ペイトン監督の『紫の園』や『偽の結婚』、ルース・クリフォードの相手役としてルパート・ジュリアン監督の『左の手』に出演、いずれも日本でも公開された。
1920年（大正9年）、ユニヴァーサルを去り、コンスタンス・タルマッジの映画製作に協力し、タルマッジの主演作に共演する。同年、サローム・ジューンと離婚し、同年6月26日、女優のフローレンス・ハートと再婚する。1922年（大正11年）には妻フローレンスと離婚する。同年、スチュアート・ペイトン監督の『命懸けの大競争』、ウィリアム・A・サイター監督の『女は曲者』で、女優のマリー・プレヴォーと共演する。

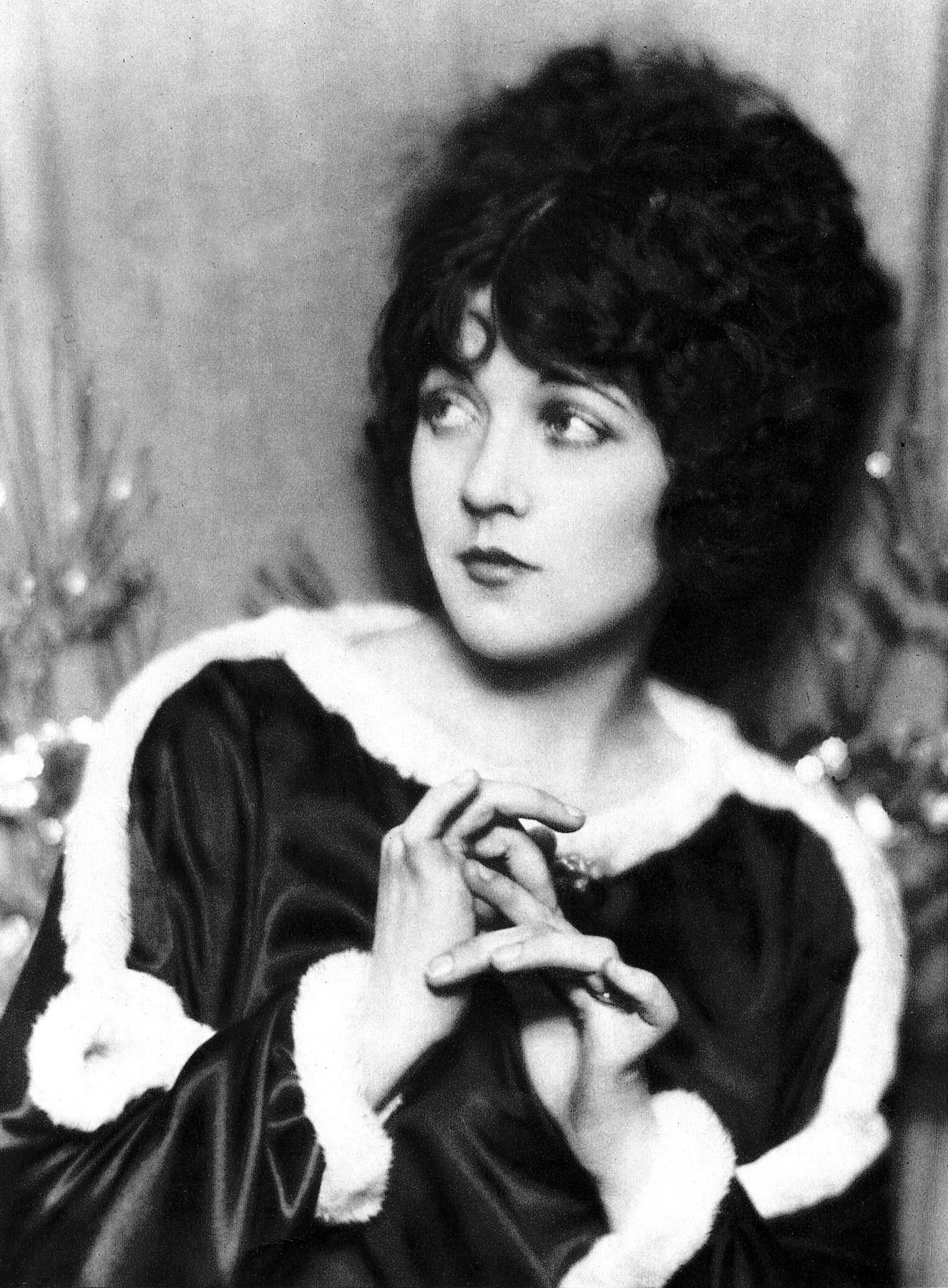
1924年、結婚報道時のマリー・プレヴォー。

1924年（大正13年）10月14日、女優のマリー・プレヴォーと3度目の結婚をする。
1929年（昭和4年）1月12日、マリー・プレヴォーと離婚、1930年（昭和5年）5月19日、ドリス・ヒルダ・ブースと4度目の結婚をする。トーキー時代になり、主役・主演女優の相手役はほとんどなくなっていく。1931年（昭和6年）12月14日、妻ドリスと離婚、1932年（昭和7年）11月9日、フィリス・マクルーアと5度目の結婚をするが、1934年（昭和9年）8月15日付で同婚姻は無効となり、5日後の同年同月20日、ヘレン・スペルナーと6度目の結婚をする。
1940年代には、リパブリック・ピクチャーズに多く出演する。満48歳となる1943年（昭和18年）、モノグラム・ピクチャーズ製作の Nearly Eighteen に出演したのを最後に、映画界から引退する。
第二次世界大戦後の1946年（昭和21年）8月16日、1児をもうけたヘレン・スペルナーと離婚、1949年（昭和24年）7月14日、30歳年下の女優ヘレン・スタントンと7度目の結婚をする。1953年（昭和28年）12月28日にはこれも離婚に終わっている。1957年（昭和32年）9月20日、レア・ウォーカーと8度目の結婚、これも1959年（昭和34年）には離婚している。1963年（昭和38年）3月5日、ローズマリー・ゴンサルヴェス・ミルハニアンと結婚、彼女が最後の妻となった。
1967年（昭和43年）3月6日、カリフォルニア州サクラメント郡サクラメントで動脈瘤により死去した。満71歳没。同州ロサンゼルス郡にあるハリウッド・フォーエヴァー墓地に眠る。

## おもなフィルモグラフィ
すべて出演作である。主演俳優として活躍したサイレント時代を詳述、1930年 - 1945年の時期の約120作は、おもなものに留めた。

### 1910年代
- Betsy's Burglar : 監督ポール・パウエル、主演コンスタンス・タルマッジ、1917年 - 出演・役 Harry Brent
- Cheerful Givers : 監督ポール・パウエル、主演ベッシー・ラヴ、1917年 - 出演・役 Horace Gray
- 『ユーコン河の侠妓』 The Flame of the Yukon : 監督チャールズ・ミラー、1917年 - 出演・役 George Fowler
- The Price of a Good Time : 監督フィリップス・スモーリー / ロイス・ウェバー、1917年 - 出演・役 Preston Winfield
- 『力』 The Lash of Power : 監督ハリー・ソルター、1917年 - 出演・役 John Rand
- 『男一疋』 A Man's Man : 監督オスカー・アッフェル、1918年 - 出演・役 Billy Geary
- 『知らぬ妻』 My Unmarried Wife : 監督ジョージ・シーグマン、主演カーメル・マイヤーズ、1918年 - 出演・役 Phillip Smith
- 『磯打つ波』 The Wife He Bought : 監督ハリー・ソルター、主演カーメル・マイヤーズ、1918年 - 出演・役 Steele Valiant
- 『紫の園』 The Wine Girl : 監督スチュアート・ペイトン、主演カーメル・マイヤーズ、1918年 - 出演・役 Frank Harris
- 『偽の結婚』 The Marriage Lie : 監督スチュアート・ペイトン、主演カーメル・マイヤーズ、1918年 - 出演・役 Douglas Seward
- A Model's Confession : 監督アイダ・メイ・パーク、主演メアリー・マクラレン、1918年 - 出演・役 Billy Ravensworth
- 『左の手』 Midnight Madness : 監督ルパート・ジュリアン、主演ルース・クリフォード、1918年 - 出演・役 Prentice Tiller
- Her Body in Bond : 監督ロバート・Z・レナード、主演メイ・マレイ、1918年 - 出演・役 Joe Blondin
- Bread : 監督アイダ・メイ・パーク、1918年 - 出演・役 Dick Frothingham
- 『十字路に立ちて』（別題『神の御心』） The Law That Divides : 監督ハワード・M・ミッチェル、1918年 - 出演・役 Howard Murray
- 『青鳥の歌』 The Microbe : 監督ヘンリー・オットー、1919年 - 出演・役 DeWitt Spense
- 『十五、六の頃』（別題『不良少女』） The Hoodlum : 監督シドニー・フランクリン、1919年 - 出演・役 John Graham
- 『戦慄』（別題『恐怖の瞬間』） The Trembling Hour : 監督ジョージ・シーグマン、1919年 - 出演・役 Major Ralph Dunstan

### 1920年代
- 『一転機』 The Turning Point : 監督J・A・バリー、1920年 - 出演・役 Jack Rivett
- 『弗と心』（別題『黄金と名利』） Dollars and Sense : 監督ハリー・ボーモント、1920年 - 出演・役 David Rogers
- 『誉の選手』 Going Some : 監督ハリー・ボーモント、1920年 - 出演・役 Donald Keap
- 『天罰』 The Penalty : 監督ウォーレス・ワースリー、1920年 - 出演・役 Dr. Wilmot Allen
- 『恋と名誉と服従』（別題『愛し敬い従え』） Love, Honor and Obey : 監督レアンダー・デ・コルドヴァ、1920年 - 出演・役 Stuart Emmett
- 『安全第一』（別題『危険な商売』） Dangerous Business : 監督ロイ・ウィリアム・ニール、主演コンスタンス・タルマッジ、1920年 - 出演・役 Clarence Brooks
- Mama's Affair : 監督ヴィクター・フレミング、主演コンスタンス・タルマッジ、1921年 - 出演・役 Dr. Harmon
- 『娘も年頃』（別題『恋のお稽古』） Lessons in Love : 監督チェスター・ワージー、主演コンスタンス・タルマッジ、1921年 - 出演・役 John Warren
- 『豪探偵』（別題『海上の一夜』） Nobody : 監督ローランド・ウェスト、1921年 - 出演・役 Tom Smith
- The Barricade : 監督クリスティ・キャバンヌ、1921年 - 出演・役 Robert Brennon
- 『心嬉しさ恐ろしさ』（別題『愛人の許へ』） Woman's Place : 監督ヴィクター・フレミング、1921年 - 出演・役 Jim Bradley
- Dawn of the East : 監督エドワード・H・グリフィス、1921年 - 出演・役 Roger Strong
- Received Payment : 監督チャールズ・メイン、1922年 - 出演・役 Cary Grant
- Polly of the Follies : 監督ジョン・エマーソン、主演コンスタンス・タルマッジ、1922年 - 出演・役 Bob Jones
- 『浮気女房』（別題『太古の恋人』） The Primitive Lover : 監督シドニー・フランクリン、主演コンスタンス・タルマッジ、1922年 - 出演・役 Donald Wales
- 『氷原の血煙』 I Am the Law : 監督エドウィン・カリュー、1922年 - 出演・役 Cpl. Bob Fitzgerald
- 『命懸けの大競争』 The Married Flapper : 監督スチュアート・ペイトン、主演マリー・プレヴォー、1922年 - 出演・役 Bill Billings
- 『薔薇の刺』 The World's a Stage : 監督コリン・キャンベル、主演ドロシー・フィリップス、1922年 - 出演・役 Wallace Foster
- 『恋の睡蓮』 The Toll of the Sea : 監督チェスター・M・フランクリン、1922年 - 出演・役 Allen Carver
- 『狂恋の唄ひ女』（別表記『狂恋の唄女』） Thorns and Orange Blossoms : 監督ルイ・ガスニエ、1922年 - 出演・役 Alan Randolph
- 『女は曲者』 The Beautiful and Damned : 監督ウィリアム・A・サイター、1922年 - 出演・役 Anthony
- 『唖も語る』（別題『意気天を衝く』） Little Church Around the Corner : 監督ウィリアム・A・サイター、1923年 - 出演・役 David Graham
- 『活路は輝く』 The Girl Who Came Back : 監督トム・フォーマン、1923年 - 出演・役 Martin Norries
- Temporary Marriage : 監督ランバート・ヒルヤー、1923年 - 主演・役 Robert Belmar
- East Side - West Side : 監督アーヴィング・カミングス、1923年 - 出演・役 Duncan Van Norman
- A Man's Man : 監督オスカー・アッフェル、1923年 - 出演・役 Billy Geary
- 『ヴァージニアン』 The Virginian : 監督トム・フォーマン、1923年 - 出演・役 The Virginian
- 『勝敗の彼方へ』 April Showers : 監督トム・フォーマン、1923年 - 出演・役 Danny O'Rourke
- 『天空征服』 The Broken Wing : 監督トム・フォーマン、1923年 - 出演・役 Philip Marvin
- 『楽園の毒草』 Poisoned Paradise : 監督ルイ・ガスニエ、1924年 - 出演・役 Hugh Kildair/Gilbert Kildair
- The Virgin : 監督アラン・ジェームズ、1924年 - 出演・役 David Kent
- 『心なき人』 The Man Without a Heart : 監督バートン・キング、1924年 - 出演・役 Rufus Asher
- 『バタフライ』（別題『胡蝶の如く』） Butterfly : 監督クラレンス・ブラウン、1924年 - 出演・役 Craig Spaulding
- 『人獣の国』（別題『人獣国』） White Man : 監督ルイ・ガスニエ、1924年 - 出演・役 White Man
- 『迫害に捷つ女』 For Another Woman : 監督デイヴィッド・カークランド、1924年
- On the Stroke of Three : 監督F・ハーモン・ウェイト、1924年 - 出演・役 Judson Forrest
- Two Shall Be Born : 監督ウィットマン・ベネット、1924年 - 出演・役 Brian Kelly
- 『恋の手ほどき』 Learning to Love : 監督シドニー・フランクリン、主演コンスタンス・タルマッジ、1925年 - ノンクレジット出演
- 『甦りの日』 The Re-Creation of Brian Kent : 監督サム・ウッド、1925年 - 出演・役 Brian Kent
- 『霹靂の巨弾の下に』 The Crowded Hour : 監督E・メイソン・ホッパー、1925年 - 出演・役 Billy Laidlaw
- 『愛の迷路』（別題『富豪の心理』） Drusilla with a Million : 監督F・ハーモン・ウェイト、1925年 - 出演・役 Colin Arnold
- The Marriage Whirl : 監督アルフレッド・サンテル、1925年 - 出演・役 Arthur Carleton
- Ranger of the Big Pines : 監督W・S・ヴァン・ダイク、1925年 - 出演・役 Ross Cavanagh
- 『断髪恥かし』 Bobbed Hair : 監督アラン・クロスランド、主演マリー・プレヴォー、1925年 - 出演・役 David Lacy
- Soiled : 監督フレッド・ウィンダミア、1925年 - 出演・役 Jimmie York
- 『名門の血は躍る』 The Golden Strain : 監督ヴィクター・シャーツインガー、1925年 - 出演・役 Milt Mulford Jr
- 『疾風武者』 The Fighting Edge : 監督ヘンリー・レアマン、1926年 - 出演・役 Juan de Dios O'Rourke
- The King of the Turf : 監督ジェームズ・P・ホーガン、1926年 - 出演・役 John Doe Smith
- 『弱虫大手柄』 The Sap : 監督アール・C・ケントン、1926年 - 出演・役 Barry Weston
- 『肉弾王』 The Ice Flood : 監督ジョージ・B・サイツ、1926年 - 出演・役 Jack De Quincy
- 『霧の裏街』 Twinkletoes : 監督チャールズ・ブレイビン、1926年 - 出演・役 Chuck Lightfoot
- 『女賊怪賊』 Easy Pickings : 監督ジョージ・アーチェンボード、1927年 - 出演・役 Peter Van Horne
- Stage Kisses : 監督アルバート・H・ケリー、1927年 - 出演・役 Donald Hampton
- 『狐と狸の腕比べ』 Cheating Cheaters : 監督エドワード・レムル、1927年 - 出演・役 Tom Palmer
- Streets of Shanghai : 監督ルイ・ガスニエ、1927年 - 出演・役 Sergeant Lee
- Wilful Youth : 監督ダラス・M・フィッツジェラルド、1927年 - 出演・役 Jack Compton
- 『深夜の薔薇』 Midnight Rose : 監督ジェームス・ヤング、1928年 - 出演・役 Tim Regan
- 『軍曹と腰巾着』 United States Smith : 監督ジョセフ・ヘナベリー、1928年 - 出演・役 Cpl. Jim Sharkey
- Code of the Air : 監督ジェームズ・P・ホーガン、1928年 - 出演・役 Blair Thompson
- 『男・女・妻』 Man, Woman and Wife : 監督エドワード・レムル、1929年 - 出演・役 Bill/Jack Mason

### 1930年代
- Finger Prints : 監督レイ・テイラー、1930年
- 『冒険島』 Danger Island : 監督レイ・テイラー、1931年 - 出演・役 Harry Drake
- 『鷲の影の秘密』 The Shadow of the Eagle : 監督フォード・ビーブ / B・リーブス・イースン、1932年 - 出演・役 Ward, a director
- 『歩く死骸』 The Walking Dead : 監督マイケル・カーティス、1936年 - 出演・役 Martin
- The Case of the Velvet Claws : 監督ウィリアム・クレメンス、1936年 - 出演・役 Peter Milnor, aka Mr. Garwood
- 『武侠少年』 Penrod and Sam : 監督ウィリアム・C・マクガン 、1937年 - 出演・役 Real G-Man
- 『札つき女』 Marked Woman : 監督ロイド・ベーコン / マイケル・カーティス、1937年 - 出演・役 Eddie, a Sugar Daddy
- The Shadow Strikes : 監督リン・ショアース、1937年 - 出演・役 Captain Breen
- The Mysterious Pilot : 監督スペンサー・ゴードン・ベネット、1937年 - 出演・役 Carter Snowden
- Swing It, Sailor! : 監督レイモンド・キャノン、1938年 - 出演・役 First Officer
- 『西部の星空の下で』 Under Western Stars : 監督ジョセフ・ケイン、1938年 - 出演・役 Richards
- Dick Tracy's G-Men : 監督ウィリアム・ウィットニー / ジョン・イングリッシュ、1939年 - 出演・役 FBI Chief Clive Anderson （第13-15章）

### 1940年代
- Doomed to Die : 監督ウィリアム・ナイ、1940年 - 出演・役 Ludlow
- 『レッド・バロンとサタン博士』 Mysterious Doctor Satan : 監督ウィリアム・ウィットニー / ジョン・イングリッシュ、1940年 - ノンクレジット出演・役 Capt. Lathrop （第1-2章）
- Desperate Cargo : 監督ウィリアム・ボーディン、1941年 - 出演・役 Capt. Hank MacFarland
- Dick Tracy vs. Crime Inc. : 監督ウィリアム・ウィットニー / ジョン・イングリッシュ、1941年 - 出演・役 Police Lt. Cosgrove
- Perils of the Royal Mounted : 監督ジェームズ・W・ホーン、1942年 - 出演・役 John Craig, phony commissioner （第10-11章）
- You Can't Escape Forever : 監督ジョー・グレアム、1942年 - ノンクレジット出演・役 Fingerprint Division Lieutenant
- Daredevils of the West : 監督ジョン・イングリッシュ、1943年 - 出演・役 Commissioner
- The Masked Marvel : 監督スペンサー・ゴードン・ベネット、1943年 - 出演・役 Gas Works Policeman （第1章）/Police Car 7 Driver （第3章）
- Nearly Eighteen : 監督アーサー・ドレイファス、1943年 - 出演・役 Sammy Klein （最終出演作）

## 関連事項
- モノグラム・ピクチャーズ （en:Monogram Pictures）
- ハリウッド・フォーエヴァー墓地 （en:Hollywood Forever Cemetery）
- ウィリアム・クレメンス (映画監督) （en:William Clemens (film director)）

## 註
1. 1 2 3 4 5 6 7 8 9 10 11 12 13 14 15 16 17 18 19 20 21 22  Kenneth Harlan, Internet Movie Database （英語）, 2010年6月16日閲覧。
2. ↑  『ブルーバード映画の記録』 : 製作・著・発行山中十志雄・塚田嘉信、1984年4月、p.60-63.
3. ↑  Kenneth Harlan, Find A Grave （英語）, 2010年6月16日閲覧。